# 艾伦·S·泰勒
艾伦·S·泰勒（英語：Alan Shaw Taylor，1955年6月17日—）是一位美国历史学家，弗吉尼亚大学教授，2020年当选美國哲學會会士，主要作品有《内敌：弗吉尼亚的奴隶制与战争，1772年-1832年》（The Internal Enemy: Slavery and War in Virginia, 1772-1832）、《威廉·库珀的城镇》（William Cooper's Town: Power and Persuasion on the Frontier of the Early American Republic）、《美国殖民地时期》（Colonial America，入选牛津通识读本）等。